# Fûka
Fûka (風夏, Fūka, aussi connu sous le titre Fuuka) est un manga de Kōji Seo. Il a été prépublié de février 2014 à avril 2018 dans le magazine Weekly Shōnen Magazine de l'éditeur Kōdansha. La série a été compilée en un total de 20 tomes.
 La version française est publiée par Pika Édition depuis mars 2017. Il s'agit de la suite de Suzuka dans laquelle on suit l'histoire de la fille de Suzuka et de Yamato, Fûka Akitsuki.
Une adaptation en anime produite par le studio Diomedéa est diffusée depuis janvier 2017.

## Synopsis
À la suite de la mutation de son père aux États-Unis, Yû Haruna se voit contraint de déménager et de vivre avec ses trois sœurs dans une maison à Tokyo.
Accro aux réseaux sociaux, et plus particulièrement à Twitter, il vit tout cela avec un certain détachement jusqu'à sa rencontre avec Fûka Akitsuki, fille d'un grand athlète japonais et grande passionnée de musique.

## Personnages
Fûka Akitsuki (秋月 風夏, Akitsuki Fūka)
Voix japonaise : Lynn
Fûka Akitsuki est une jeune adolescente dont le père est un athlète reconnu mondialement et qui a hérité de son talent pour l'athlétisme. Akitsuki est une fan de Koyuki Hinashi. Elle va elle aussi finir par faire de la musique et former un groupe avec Yû.
Yû Haruna (榛名優, Haruna Yū)
Voix japonaise : Yūsuke Kobayashi
Yû Haruna est le personnage masculin principal. Il a trois sœurs avec qui il vit depuis que ses parents ont déménagé. C'est un ami d'enfance de Koyuki Hinashi avec qui il a commencé à reparler par le biais de Twitter dont il est accro. Il fait partie du groupe de Fûka.
Fûka Aoi (碧井風夏, Aoi Fūka)
Koyuki Hinashi (氷無小雪, Hinashi Koyuki)
Voix japonaise : Saori Hayami

## Manga

### Fiche technique
- Auteur : Kōji Seo
- Édition japonaise : Kōdansha
  - Prépublié dans : Weekly Shōnen Magazine, 12 février 2014
  - Première publication : mai 2014
  - Nombre de volumes disponibles : 20 (terminé)
- Édition française : Pika Édition
  - Première publication : mars 2017
  - Nombre de volumes disponibles : 17 (en cours)

### Liste des volumes
| no | Japonais          | Japonais          | Français          | Français          |
| no | Date de sortie    | ISBN              | Date de sortie    | ISBN              |
| --- | ----------------- | ----------------- | ----------------- | ----------------- |
| 1 | 16 mai 2014       | 978-4-06-395086-1 | 15 mars 2017      | 978-2-8116-2889-5 |
| Couverture : Fûka AkitsukiListe des chapitres : - Chapitre 1 : Fûka - Chapitre 2 : Drôle de fille - Chapitre 3 : La raison de ses larmes - Chapitre 4 : Pour de vrai - Chapitre 5 : Coming out - Chapitre 6 : Envole-toi ! - Chapitre 7 : La promesse - Chapitre 8 : Sur scène - Hors-série : Un truc que tu aimerais avoir |                   |                   |                   |                   |
| 2 | 17 juillet 2014   | 978-4-06-395133-2 | 17 mai 2017       | 978-2-8116-2890-1 |
| Couverture : Koyuki HinashiListe des chapitres : - Chapitre 9 : Amour à sens unique - Chapitre 10 : Groupe - Chapitre 11 : Parler fort - Chapitre 12 : Sous le ciel étoilé - Chapitre 13 : Depuis longtemps - Chapitre 14 : Triangle amoureux - Chapitre 15 : Dispute - Chapitre 16 : Cinq membres - Chapitre 17 : Dom dom dom dom - Hors-série : Médaille d'argent                                                                                        |                   |                   |                   |                   |
| 3 | 17 octobre 2014   | 978-4-06-395223-0 | 5 juillet 2017    | 978-2-8116-2891-8 |
| Couverture : Yû HarunaListe des chapitres : - Chapitre 18 : De grand talent - Chapitre 19 : Entre nous - Chapitre 20 : Une fille à problèmes - Chapitre 21 : Partenaires de groupe - Chapitre 22 : Jamais je n'aurais imaginé - Chapitre 23 : Soulagement - Chapitre 24 : Promesse actualisée - Chapitre 25 : Embrasement - Chapitre 26 : À la veille du grand jour - Chapitre 27 : Légende - Hors-série : Scoop                                           |                   |                   |                   |                   |
| 4 | 17 décembre 2014  | 978-4-06-395272-8 | 20 septembre 2017 | 978-2-8116-3597-8 |
| Couverture : Sara IwamiListe des chapitres : - Chapitre 28 : Ma basse ! - Chapitre 29 : Waouh... - Chapitre 30 : L'une des plus grandes - Chapitre 31 : Besoin de savoir - Chapitre 32 : Ça me dérange - Chapitre 33 : Je sais que tu y seras - Chapitre 34 : Le bon moment - Chapitre 35 : Destin - Chapitre 36 : Salle de concert - Bonus : Koyuki - Hors-série : Le chant du commencement                                                               |                   |                   |                   |                   |
| 5 | 17 février 2015   | 978-4-06-395320-6 | 15 novembre 2017  | 978-2-8116-3784-2 |
| Couverture : Fûka AkitsukiListe des chapitres : - Chapitre 37 : J'attends quelqu'un - Chapitre 38 : L'utilité - Chapitre 39 : Plus jamais - Chapitre 40 : Tu n'es pas fait pour ça - Chapitre 41 : Reboot - Chapitre 42 : Cette expérience - Chapitre 43 : Ces yeux-là - Chapitre 44 : Un vrai groupe - Chapitre 45 : Cette chanson - Chapitre 46 : Notre légende                                                                                          |                   |                   |                   |                   |
| 6 | 15 mai 2015       | 978-4-06-395397-8 | 24 janvier 2018   | 978-2-8116-4000-2 |
| Couverture : Fûka AoiListe des chapitres : - Chapitre 47 : Le moins qu'on puisse faire - Chapitre 48 : La ville où pleuvent les étoiles - Chapitre 49 : Théâtral - Chapitre 50 : Des chansons commerciales - Chapitre 51 : Un concert aussi nul - Chapitre 52 : Parce que j'aime ça - Chapitre 53 : Vers les sommets - Chapitre 54 : Un combat sans merci - Chapitre 55 : Pour plaire aux producteurs - Chapitre ? : Fûka                                  |                   |                   |                   |                   |
| 7 | 17 juillet 2015   | 978-4-06-395439-5 | 21 mars 2018      | 978-2-8116-4066-8 |
| Couverture : Makoto MikasaListe des chapitres : - Chapitre 56 : Nos excuses - Chapitre 57 : Hésitation - Chapitre 58 : Fin d'études - Chapitre 59 : Maison de disques - Chapitre 60 : Colocation - Chapitre 61 : Au Budôkan - Chapitre 62 : Aura - Chapitre 63 : Impatients - Chapitre 64 : Ce qu'on aime - Chapitre 65 : Aucune idée - Hors-série : Sara Iwami                                                                                            |                   |                   |                   |                   |
| 8 | 16 octobre 2015   | 978-4-06-395517-0 | 16 mai 2018       | 978-2-8116-4237-2 |
| Couverture : Suzuka AkitsukiListe des chapitres : - Chapitre 66 : Les joies du quotidien - Chapitre 67 : À notre façon - Chapitre 68 : You can fly - Chapitre 69 : Un miracle - Chapitre 70 : La nouvelle - Chapitre 71 : Là où souffle le vent - Chapitre 72 : Rabbits - Chapitre 73 : Retrouvailles - Chapitre 74 : For you - Chapitre 75 : Bye bye |                   |                   |                   |                   |
| 9 | 17 décembre 2015  | 978-4-06-395564-4 | 11 juillet 2018   | 978-2-8116-4238-9 |
| Couverture : Kazuya NachiListe des chapitres : - Chapitre 76 : Les prémices d'un nouveau départ - Chapitre 77 : La leçon du maître - Chapitre 78 : Les sentiments de Koyuki - Chapitre 79 : Sans le vouloir - Chapitre 80 : Une pensée obsédante - Chapitre 81 : Rhume - Chapitre 82 : East - Chapitre 83 : Négociations - Chapitre 84 : Caprices - Chapitre 85 : Le déclic                                                                                |                   |                   |                   |                   |
| 10 | 17 mars 2016      | 978-4-06-395619-1 | 19 septembre 2018 | 978-2-8116-4239-6 |
| Couverture : Fûka AoiListe des chapitres : - Chapitre 86 : Une productrice de génie - Chapitre 87 : Fall moon - Chapitre 88 : Shelly Hornet - Chapitre 89 : Un espoir pour le futur - Chapitre 90 : Enregistrement - Chapitre 91 : Au bord du lac - Chapitre 92 : Un son incroyable - Chapitre 93 : Les premiers - Chapitre 94 : La veille au soir - Chapitre 95 : Début du festival - Chapitre ? : Omelette au riz                                        |                   |                   |                   |                   |
| 11 | 17 mai 2016       | 978-4-06-395671-9 | 21 novembre 2018  | 978-2-8116-4544-1 |
| Couverture : Tama ReikaListe des chapitres : - Chapitre 96 : Choc frontal - Chapitre 97 : Le deuxième jour - Chapitre 98 : Concert commun - Chapitre 99 : Nos ailes - Chapitre 100 : Une soirée inoubliable - Chapitre 101 : Cette chanson - Chapitre 102 : Reprendre le flambeau - Chapitre 103 : Une petite minute - Chapitre 104 : 365 jours - Chapitre 105 : La vérité révélée                                                                         |                   |                   |                   |                   |
| 12 | 17 août 2016      | 978-4-06-395732-7 | 23 janvier 2019   | 978-2-8116-4680-6 |
| Couverture : Fûka Akitsuki, Fûka AoiListe des chapitres : - Chapitre 106 : Démission - Chapitre 107 : À Jôgasaki - Chapitre 108 : Un père - Chapitre 109 : Pourquoi je suis venu te voir - Chapitre 110 : Blue Wells - Chapitre 111 : Sous le même toit - Chapitre 112 : Quiproquo - Chapitre 113 : Le prix de la réformation - Chapitre 114 : Full moon - Chapitre 115 : Une tournée et des camarades - Chapitre ? : Japanese food                        |                   |                   |                   |                   |
| 13 | 16 décembre 2016  | 978-4-06-395825-6 | 20 mars 2019      | 978-2-8116-4722-3 |
| Couverture : Saori AmayaListe des chapitres : - Chapitre 116 : La tournée commence - Chapitre 117 : La raison de sa fatigue - Chapitre 118 : Ça ne fait rien - Chapitre 119 : Fûka - Chapitre 120 : Du contenu de qualité - Chapitre 121 : Baptême de tournée - Chapitre 122 : Successeurs - Chapitre 123 : Kanalia - Chapitre 124 : Malaise - Chapitre 125 : Ma préférée                                                                                  |                   |                   |                   |                   |
| 14 | 17 janvier 2017   | 978-4-06-395851-5 | 22 mai 2019       | 978-2-8116-4723-0 |
| Couverture : Yû Haruna, Fûka AkitsukiListe des chapitres : - Chapitre 126 : Un groupe du week-end - Chapitre 127 : Cet autre rêve - Chapitre 128 : Le restaurant de brochettes - Chapitre 129 : Les soucis de Kaede - Chapitre 130 : Ces sentiments - Chapitre 131 : Tous mes espoirs et mes rêves - Chapitre 132 : Scène de famille - Chapitre 133 : Encore une fois - Chapitre 134 : La prière du Nouvel An - Chapitre 135 : Fukuoka - Chapitre ? : Noël |                   |                   |                   |                   |
| 15 | 17 mars 2017      | 978-4-06-395892-8 | 10 juillet 2019   | 978-2-8116-4974-6 |
| Couverture : Sakura KatsuragiListe des chapitres : - Chapitre 136 : Perturbé - Chapitre 137 : Une nouvelle chanson - Chapitre 138 : Souvenir - Chapitre 139 : La nature de mes sentiments - Chapitre 140 : J-1 - Chapitre 141 : Ce genre de fille - Chapitre 142 : Attendez ! - Chapitre 143 : Une décision et un saut - Chapitre 144 : Un vent chaud - Chapitre 145 : Mimétisme                                                                           |                   |                   |                   |                   |
| 16 | 16 juin 2017      | 978-4-06-395960-4 | 18 septembre 2019 | 978-2-8116-5091-9 |
| Couverture : Nico, TamaListe des chapitres : - Chapitre 146 : Sa réponse - Chapitre 147 : Les cerisiers de nuit - Chapitre 148 : Nous revoilà - Chapitre 149 : Un truc à te donner - Chapitre 150 : Chacun de son côté - Chapitre 151 : Juste tous les deux - Chapitre 152 : Le conseil de Mogami - Chapitre 153 : Comment s'est formé notre groupe - Chapitre 154 : Un avant-goût - Chapitre 155 : Premier concert                                        |                   |                   |                   |                   |
| 17 | 15 septembre 2017 | 978-4-06-510190-2 | 20 novembre 2019  | 978-2-8116-5197-8 |
| Couverture : Shelly HornetListe des chapitres : - Chapitre 156 : Comme des pros - Chapitre 157 : Le plus charismatique - Chapitre 158 : White Falcon - Chapitre 159 : La musique de là-bas - Chapitre 160 : Natifs - Chapitre 161 : English - Chapitre 162 : Le charme de Yû - Chapitre 163 : Sous le pêcher - Chapitre 164 : Répéter - Chapitre 165 : Un mois plus tard                                                                                   |                   |                   |                   |                   |
| 18 | 17 novembre 2017  | 978-4-06-510369-2 | 22 janvier 2020   | 978-2-8116-5383-5 |
| 19 | 16 février 2018   | 978-4-06-510973-1 | 18 mars 2020      | 978-2-8116-5421-4 |
| 20 | 18 avril 2018     | 978-4-06-511242-7 | 12 août 2020      | 978-2-8116-5489-4 |

## Anime

### Fiche technique
- Réalisateur : Keizo Kusakawa
- Studio d'animation : Diomedéa
- Produit par : Kōdansha
- Première diffusion au Japon : 6 janvier 2017, sur WOWOW
- Nombre d'épisodes : 12
- Durée : 24 minutes

### Génériques
Générique d'ouverture
- Climbers' High! par Manami Numakura (en)

Générique de fin
- Watashi no Sekai par Megumi Nakajima

## Analyse
- Si vous ne connaissez pas le sujet, laissez ce bandeau (vous pouvez alors contacter les auteurs).
- Si vous supprimez le contenu mis en cause (vous pouvez préalablement contacter les auteurs),

argumentez précisément cette suppression dans la page de discussion
(un manque de référence n'est pas un argument ; une recherche réelle de référence doit avoir été effectuée, être formellement documentée).
Derrière son histoire classique, Fûka met en avant plusieurs thèmes forts :
- Le renoncement au reste de son existence pour accomplir un but (ici, être le meilleur dans une discipline sportive) ;
- La pression sociale (qui ici pousse au sacrifice évoqué ci-dessus) ;
- La difficulté de reconstruire sa vie après avoir perdu un être aimé, les regrets pour les actes manqués ;
- Le risque de chercher un "remplaçant" pour celui-ci, une copie, pour avoir l'illusion de vivre encore avec lui ou pour pouvoir faire ce qu'on n'a pas accompli de son vivant ;
- L'importance de l'amour face au bien-être ;
- La peur de revivre une même tragédie.